# B. Reeves Eason
B. Reeves Eason, pseudonimo di William Reeves Eason (New York, 2 ottobre 1886 – Sherman Oaks, 9 giugno 1956), è stato un regista, attore e sceneggiatore statunitense.
Fu pure aiuto regista in una ventina di film, tra cui va ricordato il Ben-Hur del 1925 diretto da Fred Niblo. Usò anche i nomi di Breezy Eason, Reaves Eason, Reeves Eason.

## Biografia
Specializzato in western e in cinema di serie B, diresse oltre centocinquanta pellicole dal 1915 al 1949. Passò poi a lavorare, brevemente, per la televisione. Aveva iniziato la sua carriera nel 1913 come attore all'American Film Manufacturing Company dove cominciò, l'anno seguente, a firmare anche come sceneggiatore. La sua prima regia - in collaborazione con Tom Ricketts sempre per la stessa casa di produzione - risale al 1915.
Era sposato con l'attrice Jimsy Maye. Il loro figlio, B. Reeves Eason, Jr., fu un attore bambino. Nato nel 1914, prese parte a numerose pellicole prima di morire a nemmeno sette anni travolto accidentalmente da un camion davanti alla propria casa, nel 1921, appena terminate le riprese del film western The Fox che aveva come protagonista Harry Carey.

## Filmografia

### Regista (parziale)

#### 1915
- Competition, co-regia di Tom Ricketts – cortometraggio (1915)
- The Poet of the Peaks – cortometraggio (1915)
- The Day of Reckoning – cortometraggio (1915)
- She Walketh Alone – cortometraggio (1915)
- A Good Business Deal – cortometraggio (1915)
- Mountain Mary – cortometraggio (1915)
- To Melody a Soul Responds – cortometraggio (1915)
- The Honor of the District Attorney – cortometraggio (1915)
- The Newer Way – cortometraggio (1915)
- After the Storm – cortometraggio (1915)
- The Exile of Bar-K Ranch – cortometraggio (1915)
- The Assayer of Lone Gap – cortometraggio (1915)
- Drawing the Line – cortometraggio (1915)
- The Spirit of Adventure – cortometraggio (1915)
- A Question of Honor – cortometraggio (1915)
- In Trust – cortometraggio (1915)
- The Little Lady Next Door – cortometraggio (1915)
- The Barren Gain – cortometraggio (1915)
- Hearts in Shadow – cortometraggio (1915)
- Profit from Loss – cortometraggio (1915)
- The Blot on the Shield – cortometraggio (1915)
- The Smuggler's Cave – cortometraggio (1915)
- The Wasp – cortometraggio (1915)
- To Rent Furnished – cortometraggio (1915)
- The Substitute Minister – cortometraggio (1915)
- The Bluffers – cortometraggio (1915)
- The Silver Lining – cortometraggio (1915)
- The Solution to the Mystery – cortometraggio (1915)

#### 1916
- Matching Dreams – cortometraggio (1916)
- Time and Tide – cortometraggio (1916)
- Viviana – cortometraggio (1916)
- A Sanitarium Scramble – cortometraggio (1916)
- Shadows – cortometraggio (1916)
- An Old Man's Folly – cortometraggio (1916)

#### 1918
- Nine-Tenths of the Law (come Reeves Eason) (1918)

#### 1919
- The Fighting Heart (1919)
- The Four-Bit Man (1919)
- The Jack of Hearts (1919)
- The Crow (1919)
- The Tell Tale Wire (1919)
- The Fighting Line (1919)
- The Kid and the Cowboy (1919)

#### 1920
- The Prospector's Vengeance (1920)
- Hair Trigger Stuff (1920)
- Held Up for the Makin's (1920)
- The Rattler's Hiss (1920)
- His Nose in the Book (1920)
- The Moon Riders, co-regia Theodore Wharton (1920)
- Human Stuff (1920)
- Blue Streak McCoy (1920)
- Pink Tights (1920)
- Two Kinds of Love (1920)

#### 1921
- Colorado (1921)
- The Big Adventure (1921)
- Red Courage (1921)
- The Fire Eater (1921)

#### 1922
- Pardon My Nerve!
- When East Comes West
- Roughshod  (1922)
- The Lone Hand (1922)

#### 1923
- Around the World in Eighteen Days
- His Last Race

#### 1924
- Treasure Canyon (1924)
- Tiger Thompson (1924)
- Women First (1924)
- Trigger Fingers (1924)
- Flashing Spurs (1924)

#### 1925
- The Texas Bearcat
- Fighting Youth
- Border Justice
- Fighting the Flames
- The New Champion
- The Shadow on the Wall (1925)
- A Fight to the Finish

#### 1926
- The Test of Donald Norton (1926)
- The Sign of the Claw (1926)
- Lone Hand Saunders

#### 1927
- Johnny Get Your Hair Cut
- The Denver Dude
- The Prairie King
- Through Thick and Thin
- Painted Ponies
- Galloping Fury

#### 1928
- A Trick of Hearts
- The Flyin' Cowboy
- Riding for Fame

#### 1929
- The Lariat Kid
- The Winged Horseman

#### 1930
- Troopers Three
- Roaring Ranch
- Trigger Tricks
- Spurs (1930)

#### 1931
- King of the Wild
- The Vanishing Legion
- The Galloping Ghost (1931)

#### 1932
- La fattoria maledetta o The Sunset Trail (1932)
- The Shadow of the Eagle, co-regia di Ford Beebe (1932)
- L'agonia di una stirpe (The Last of the Mohicans), co- regia di Ford Beebe (1932)
- The Honor of the Press (1932)
- Cornered (1932)
- The Heart Punch (1932)
- Behind Jury Doors

#### 1933
- Revenge at Monte Carlo
- Alimony Madness
- Her Resale Value
- Dance Hall Hostess
- Neighbors' Wives

#### 1934
- Hollywood Hoodlum
- The Law of the Wild
- Mystery Mountain

#### 1935
- The Phantom Empire, co-regia di Otto Brower (1935)
- The Miracle Rider, co-regia di Armand Schaefer (1935)
- The Adventures of Rex and Rinty
- The Fighting Marines

#### 1936
- Darkest Africa
- Red River Valley (1936)
- Undersea Kingdom co-regia Joseph Kane (1936)
- Give Me Liberty (1936)

#### 1937
- Land Beyond the Law
- Empty Holsters
- Prairie Thunder

#### 1938
- Sergeant Murphy (1938)
- Il gigante biondo (The Kid Comes Back) (1938)
- Daredevil Drivers
- Call of the Yukon

#### 1939
- Blue Montana Skies
- Mountain Rhythm

#### 1940
- Men with Steel Faces
- Young America Flies
- Pony Express Days
- Service with the Colors
- March On, Marines
- Meet the Fleet

#### 1941
- Take the Air
- Wings of Steel (1941)
- Sockaroo
- The Tanks Are Coming

#### 1942
- Soldiers in White
- Maybe Darwin Was Right
- Ultima ora
- Spy Ship
- Men of the Sky

#### 1943
- The Fighting Engineers
- Truck Busters
- Mechanized Patrolling
- Mountain Fighters
- Oklahoma Outlaws
- Murder on the Waterfront
- Wagon Wheels West
- The Phantom (1943)

#### 1944
- The Desert Hawk
- Black Arrow, regia di John Hough (1945)

#### 1946
- 'Neath Canadian Skies
- North of the Border

#### 1949
- La legge di Robin Hood (Rimfire) (1949)

### Aiuto regia (parziale)
- Questa è la vita (This Is the Life), regia di William Bertram - aiuto regista (1915)
- Pay Dirt, regia di Henry King - aiuto regista (1916)
- The Right to Happiness, regia di Allen J. Holubar - aiuto regista (1919)
- Ben-Hur: A Tale of the Christ, regia di Fred Niblo - regista 2a unità, non accreditato (1925)
- I pionieri del West (Cimarron), regia di Wesley Ruggles - regista 2a unità (1931)
- The Singing Vagabond
- La carica dei seicento (The Charge of the Light Brigade), regia di Michael Curtiz - regista 2a unità (1936)

### Attore
- The Step Brothers, regia di Thomas Ricketts – cortometraggio (1913)
- In the Days of Trajan, regia di Lorimer Johnston – cortometraggio (1913)
- A Divorce Scandal, regia di Thomas Ricketts – cortometraggio (1913)
- Armed Intervention, regia di Tom Ricketts – cortometraggio (1913)
- The Shriner's Daughter, regia di Thomas Ricketts – cortometraggio (1913)
- The Miser's Policy, regia di Tom Ricketts – cortometraggio (1913)
- The Return of Helen Redmond, regia di Thomas Ricketts – cortometraggio (1914)
- The Hermit, regia di Thomas Ricketts – cortometraggio (1914)
- The Lost Treasure, regia di Thomas Ricketts – cortometraggio (1914)
- The Money Lender – cortometraggio (1914)
- The Dream Child, regia di Thomas Ricketts – cortometraggio (1914)
- The Town of Nazareth
- Like Father, Like Son, regia di Thomas Ricketts – cortometraggio (1914)
- The Second Clue, regia di Tom Ricketts – cortometraggio (1914)
- The Smouldering Spark, regia di William Desmond Taylor – cortometraggio (1914)
- In the Moonlight, regia di Thomas Ricketts – cortometraggio (1914)
- Calamity Anne's Love Affair, regia di Thomas Ricketts – cortometraggio (1914)
- A Soul Astray, regia di William Desmond Taylor – cortometraggio (1914)
- Beyond the City, regia di Sydney Ayres – cortometraggio (1914)
- The Lost Sermon – cortometraggio (1914)
- A Prince of Bohemia – cortometraggio (1914)
- Sparrow of the Circus – cortometraggio (1914)
- The Painted Lady's Child, regia di Sydney Ayres – cortometraggio (1914)
- Feast and Famine, regia di Sydney Ayres – cortometraggio (1914)
- – cortometraggioThe Aftermath, regia di Sydney Ayres – cortometraggio (1914)
- Break, Break, Break, regia di Harry A. Pollard – cortometraggio (1914)
- His Faith in Humanity, regia di Sydney Ayres – cortometraggio (1914)
- A Modern Rip Van Winkle
- Jail Birds, regia di Sydney Ayres – cortometraggio (1914)
- In the Open, regia di Sydney Ayres – cortometraggio (1914)
- Sir Galahad of Twilight, regia di Sydney Ayres – cortometraggio (1914)
- Redbird Wins, regia di Sydney Ayres – cortometraggio (1914)
- In the Candlelight, regia di Thomas Ricketts – cortometraggio (1914)
- The Strength o' Ten, regia di Thomas Ricketts – cortometraggio (1914)
- The Girl in Question, regia di Thomas Ricketts – cortometraggio (1914)
- The Sower Reaps, regia di Thomas Ricketts – cortometraggio (1914)
- The Unseen Vengeance, regia di Thomas Ricketts – cortometraggio (1914)
- The Legend Beautiful, regia di Thomas Ricketts – cortometraggio (1915)
- The Black Ghost Bandit, regia di Thomas Ricketts – cortometraggio (1915)
- The Law of the Wilds, regia di Thomas Ricketts – cortometraggio (1915)
- A Heart of Gold, regia di Thomas Ricketts – cortometraggio (1915)
- In the Twilight, regia di Thomas Ricketts – cortometraggio (1915)
- Heart of Flame, regia di Thomas Ricketts – cortometraggio (1915)
- The Echo, regia di Thomas Ricketts – cortometraggio (1915)
- The Two Sentences, regia di Thomas Ricketts – cortometraggio (1915)
- Competition, regia di Reaves Eason, Thomas Ricketts – cortometraggio (1915)
- The Right to Happiness, regia di Thomas Ricketts – cortometraggio (1915)
- A Touch of Love, regia di Tom Ricketts – cortometraggio (1915)
- When Empty Hearts Are Filled, regia di Arthur Macklin (Archer MacMackin) – cortometraggio (1915
- The Purple Hills, regia di Gilbert P. Hamilton – cortometraggio (1915)
- The Guy Upstairs, regia di Archer MacMackin – cortometraggio (1915)
- Gold and the Woman, regia di James Vincent (1916)
- The Better Woman – cortometraggio (1916)
- Hell Hath No Fury, regia di Charles Bartlett (1917)
- Nine-Tenths of the Law, regia di B. Reeves Eason (come Reeves Eason) (1918)
- Two Kinds of Love, regia di Reeves Eason (B. Reeves Eason) (1920)
- The Danger Rider, regia di Henry MacRae (1928)

### Sceneggiatore (parziale)
- Redbird Wins, regia di Sydney Ayres – cortometraggio (1914)
- Nine-Tenths of the Law, regia di B. Reeves Eason (come Reeves Eason) (1918)
- Human Stuff, regia di Reeves Eason (1920)